# Autoritratto nello studio
Autoritratto nello studio (in inglese: Self-Portrait in a Tondo) è un dipinto su rame di Lavinia Fontana, firmato e datato 1579.

## Storia e descrizione
La genesi di questo piccolo autoritratto, di forma rotonda, firmato e datato, è stata ricostruita dal Romeo Galli.
Il dipinto fu commissionato dallo storico e filologo domenicano Alfonso Chacón il quale da Roma scrisse alla pittrice, il 17 ottobre 1578, chiedendogli un piccolo autoritratto - un retratino suo piccolo - che accompagnasse quello di Sofonisba Anguissola. L'autoritratto doveva entrare nella sua collezione iconografica di personalità e il Chacón aveva in mente, non solo di metterlo accanto a quello della Anguissola, ma anche di utilizzarlo per ricavarne incisioni su rame - poterlo metere in stampa infra 500 huomini et donne illustri che saranno intagliati in Rame. Assicurava anche alla pittrice bolognese che, per la ricompensa, si sarebbe comportato così come lei avrebbe desiderato.
In alternativa ad un ritratto in pittura, Alfonso Chacón chiedeva almeno uno schizzo, un disegno.
Lavinia Fontana, già nota pittrice, gli rispose con una lunga lettera, il 3 maggio 1579, che accompagnava l'autoritratto richiesto. Alfonso Chacón aveva progettato di far copiare, a grandezza naturale e da uno stesso pittore, tutti gli autoritratti della sua collezione, in modo da creare una galleria omogenea di persone illustri del suo tempo, sull'esempio di quanto aveva realizzato Paolo Giovio. Le spese per le incisioni sarebbero state sostenute dall'arciduca Ferdinando del Tirolo.
Lavinia Fontana rappresenta se stessa nel suo studio, seduta al tavolo di lavoro, mentre disegna a penna due statuette, reperti archeologici di cui è collezionista. Indossa abiti eleganti e curati, cuffia e trine; ha una catena con grande croce al collo e bracciali ai polsi. Con una mano tiene la penna, già intinta nell'inchiostro e con l'altra stringe un fazzolettino. Sul fondo si vede un piccolo scaffale con altri reperti archeologici. La pittrice dimostra di aver dimestichezza con la cultura umanistica e di essere anche collezionista raffinata di antichità. Si conforma così ai desideri del committente, mostrandosi donna devota e istruita.
Nella risposta, ha scritto ad Alfonso Chacón:
(Lettera di Lavinia Fontana)
La fama di Lavinia Fontana uscì quindi da Bologna e, da una porta maestra, entrò a Roma, dove Lavinia Fontana si trasferirà nel 1603-1604, per restarvi il resto della vita.
Questo autoritratto rimase nella stessa collezione, fino alla morte di Alfonso Chacón, nel 1599. Comparve poi nell'elenco dei quadri esistenti nella villa di Ferdinando de' Medici a Poggio a Caiano. Nel 1773 entrò agli Uffizi.